# اصحاب کسا

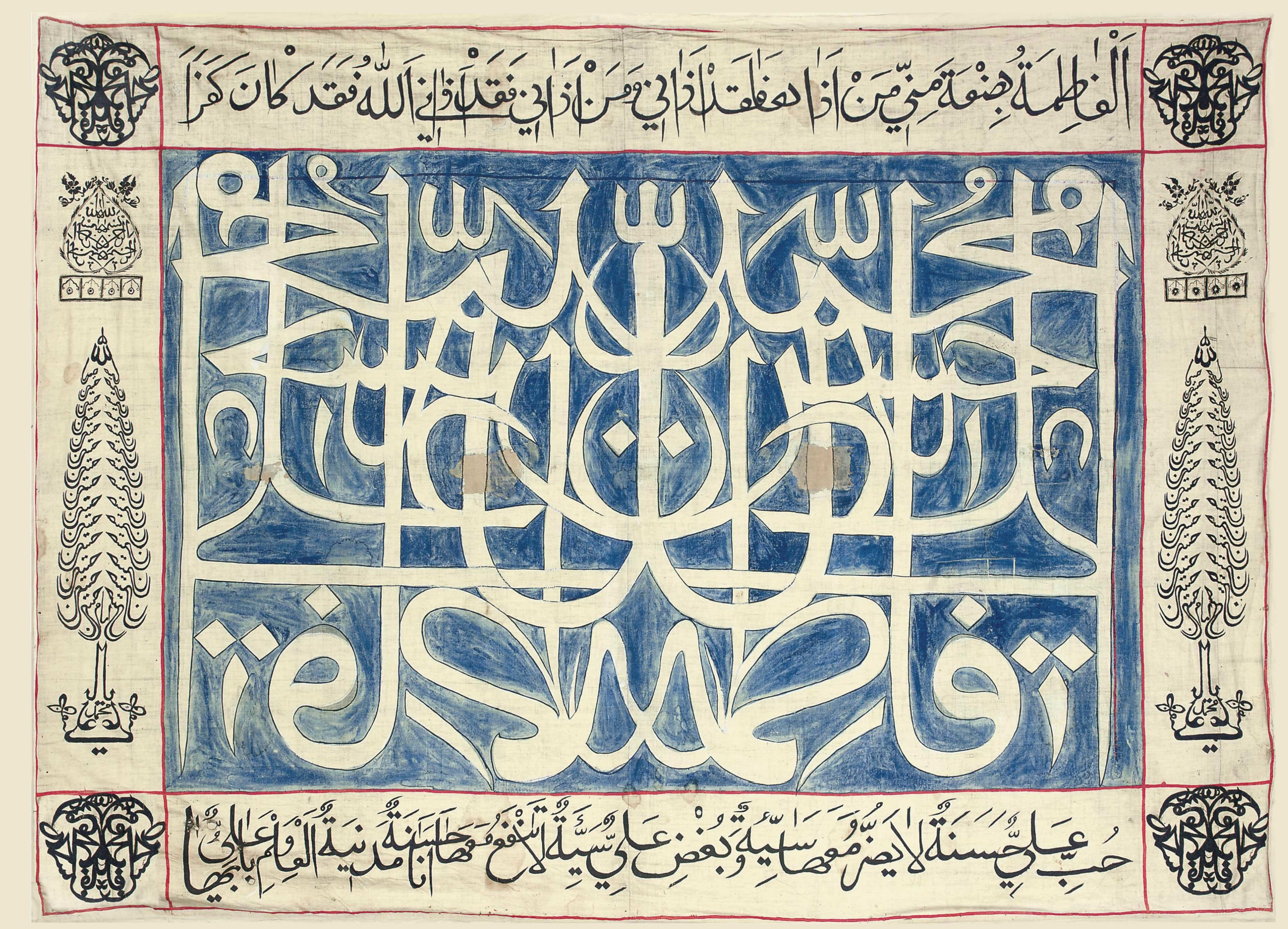
نام پنج تن آل عبا، نقاشی شده بر روی پارچه متعلق به سدهٔ سیزدهم هجری شمسی

اصحاب کساء یا پنج‌تن که به آل عبا و آل کسا و اهل کسا نیز شناخته می‌شود، یکی از مفاهیم و اصطلاحاتِ اسلامی است و در باور شیعه به محمد، فاطمه، علی، حسن و حسین اشاره دارد.
این پنج‌تَن برپایهٔ حدیث کسا چنین نامی را لقب گرفتند. اهل سنت معمولاً همسران محمد را نیز از اهل بیت می‌شمارند. اسلام‌شناسان دیدگاه‌های متفاوتی ابراز کرده‌اند، از جمله اینکه منظور از اهل بیت، اهالی مسجدالحرام است. روایت‌های بازگوشده از این داستان اندکی تفاوت دارند، ولی به‌طور کلی ماجرا این‌گونه گزارش شده است که محمد دست‌کم یک بار عبای خویش را بر روی فاطمه، علی و حسن و حسین انداخت و دعا کرد خداوند آنان را از پلیدی‌ها دور نگاه دارد. اصحاب کسا در فرهنگ عامهٔ شیعه جایگاه مهمی دارند. حدیث کسا در آیین‌های مدایح و مناقب، سوگواری‌ها، اطعام و توسل خوانده می‌شود. نزد شیعیان، برخی از آیات قرآن به این روایت وابسته دانسته می‌شود ولی در میان اهل تسنن در تفسیر آن آیات اختلافاتی وجود دارد. از سوی دیگر، برخی اسلام‌پژوهان این روایت را با داستان‌های همانند در مسیحیت سنجیده‌اند.

## کلیات
بر پایهٔ حدیث کسا، محمد — پیامبر اسلام — دست‌کم یک‌بار دخترش فاطمه، دامادش علی و دو پسر آنان — حسن و حسین — را زیر عبایش گرد هم آورد و سپس دعا کرد: «خدایا! اینان خاندان من هستند، پلیدی را از آنان دور ساز و ایشان را پاک و پاکیزه گردان». واپسین عبارت در این دعا اشاره دارد به آیهٔ ۳۳ از سورهٔ احزاب در قرآن که با نام آیهٔ تطهیر نیز شناخته می‌شود. عنوان «پنج‌تَن» از همین حدیث می‌آید. روایت‌هایی از این حدیث را می‌توان در صحیح مسلم، سنن ترمذی و مسند احمد بن حنبل یافت که از آثار مهم اهل تسنن هستند. نسخه‌های دیگری از این حدیث را علمای سنی همچون ابن کثیر، شیخ بیضاوی، حسین بن مسعود بغوی، سیوطی، حاکم نیشابوری، محمد بن جریر طبری و عالم شیعی علامه طباطبایی گزارش کرده‌اند.

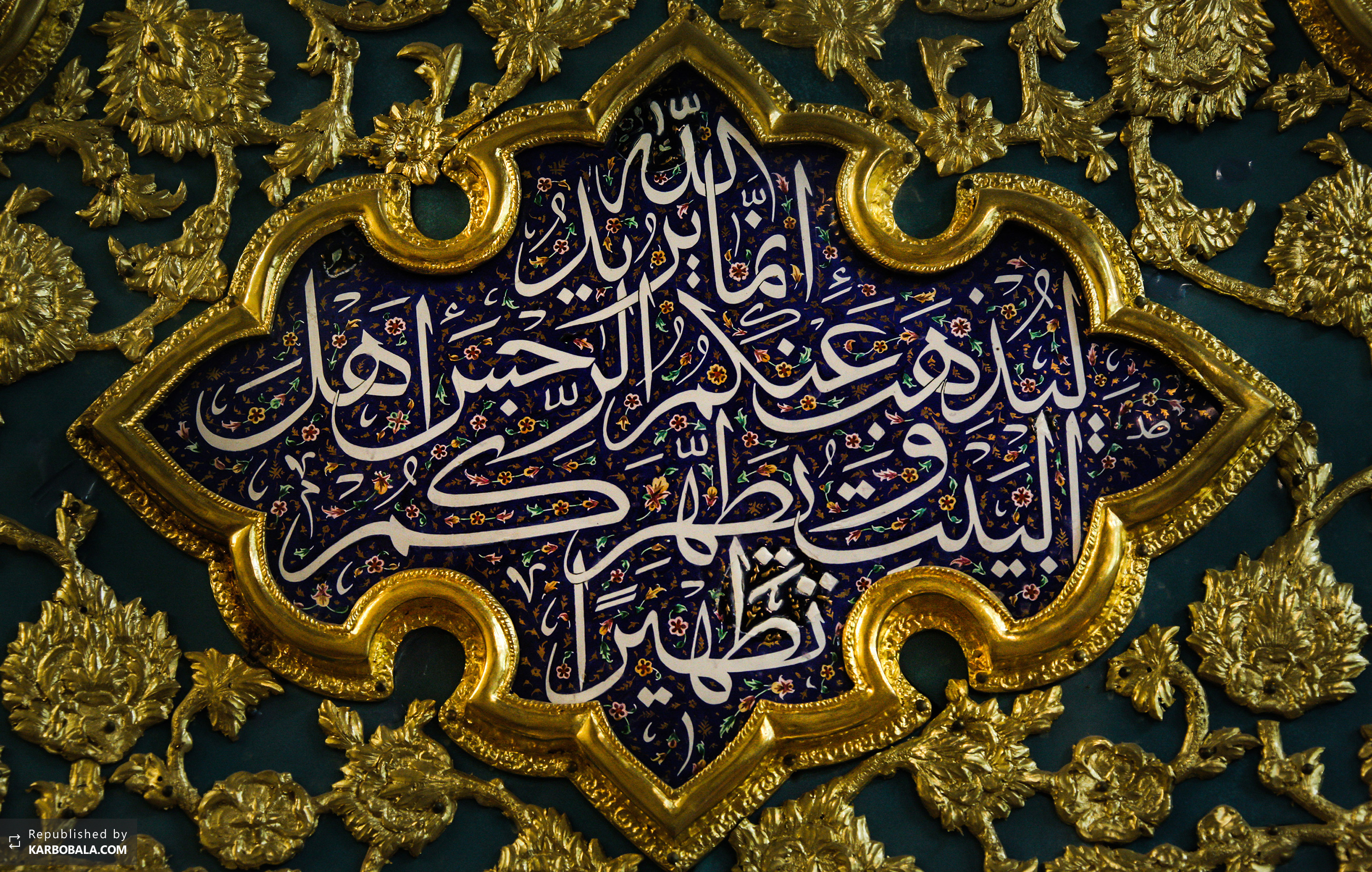
آیه تطهیر، کتیبه‌ای در آرامگاه حسین بن علی

در روایت‌هایی دیگری آمده است که محمد با علی، فاطمه، حسن و حسین برای رویداد مباهله حاضر شد. چنین روایت‌هایی را کسانی همچون ابن اسحاق، فخر رازی، مسلم بن حجاج نیشابوری، حاکم نیشابوری و ابن کثیر بازگفته‌اند. برخی حدیث‌ها دربارهٔ مباهله همچنین آورده‌اند که علی، فاطمه، حسن و حسین زیر عبای محمد ایستادند و بنابراین آن پنج‌تَن «اصحاب کسا» نام گرفتند. تعدد روایت‌ها و گزارش‌ها سبب شده است تا بعضی مفسران، نزولِ این آیه را چندباره و در منزلِ فاطمه، ام‌سلمه، زینب و عایشه بدانند.
جز آیهٔ تطهیر، آیات دیگری را نیز وابسته به پنج‌تن دانسته‌اند. در بخشی از آیهٔ ۲۳ سورهٔ شوری (آیهٔ مودت) آمده است: «…بگو من هیچ پاداشی از شما برای آن [رسالتم] درخواست نمی‌کنم مگر مودّت در نزدیکی [یا نزدیکان]…». ابن اسحاق در این آیه منظور از القربی را علی، فاطمه و دو پسرشان حسن و حسین دانسته است. برخی از علمای سنی نیز این دیدگاه را دارند؛ ازجمله فخر رازی، بیضاوی و ابن مغازلی. ولی بیشتر نویسندگان سنی دیدگاه شیعی را رد کردند و موارد گوناگونی به‌جای آن پیشنهاد دادند؛ اصلی‌ترین آنها، منظور را به‌طور کلی نزدیکان دانسته است. آیات ۵ تا ۲۲ از سورهٔ انسان نیز در بسیاری از منابع شیعی و سنی وابسته‌به اهل کسا به‌شمار می‌رود؛ ازجمله آثار مفسر شیعی طبرسی و علمای سنی قرطبی و آلوسی.

## واکاوی

### اهل بیت

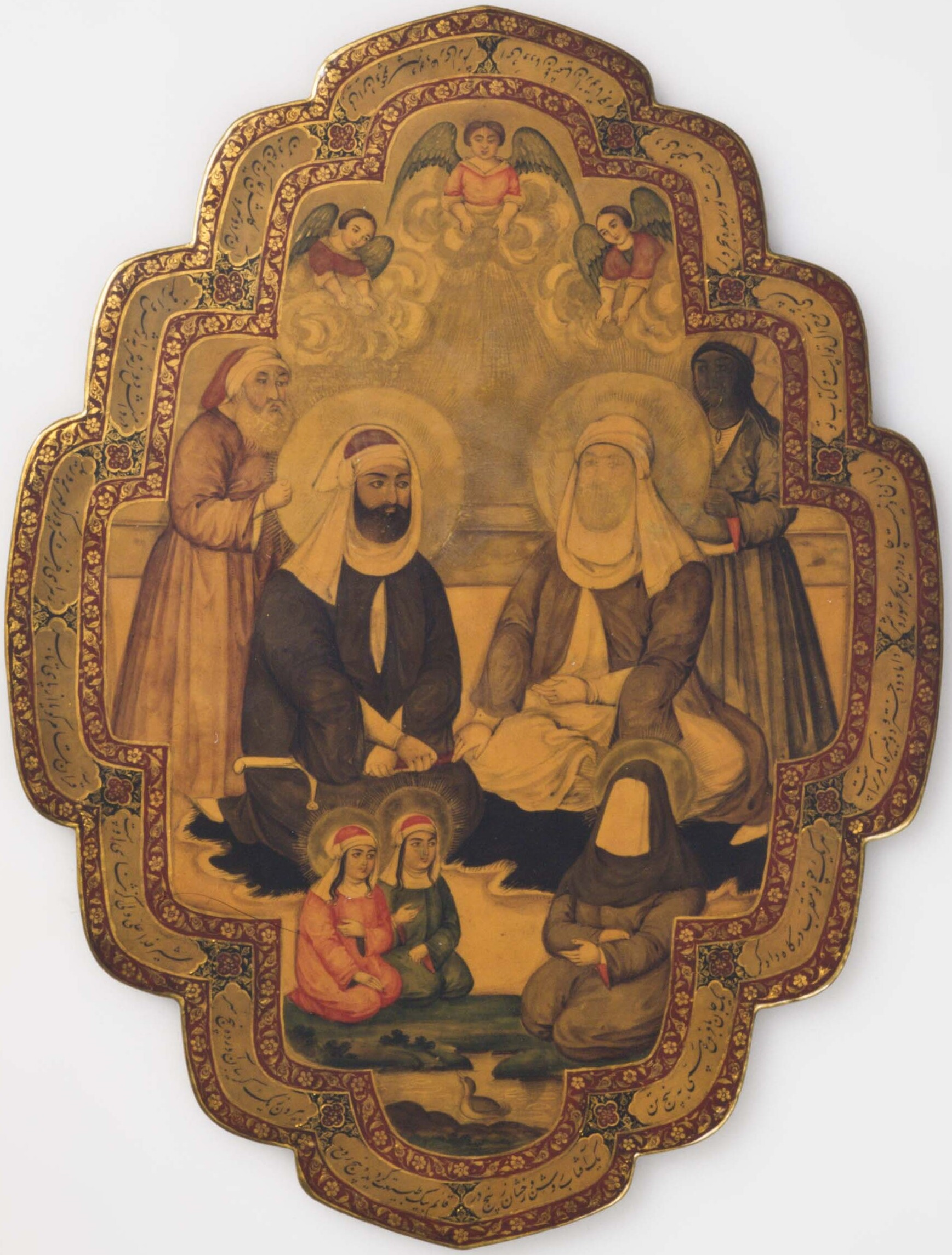
مینیاتور بر قاب آینه که پنج تن را نشان می‌دهد. این اثر حوالی ۱۸۶۰ میلادی در اصفهان ساخته شده و کلکسیون خلیلی نگهداری می‌شود.

دربارهٔ مرجع اهل بیت میان مسلمانان اختلاف هست. شیعیان اهل بیت را به اصحاب کسا محدود می‌کنند که شامل محمد، فاطمه، علی، حسن و حسین است. اهل سنت دیدگاه‌های گوناگونی از این مسئله دارند؛ ولی به‌طور معمولاً از نظر آنان، همسران محمد نیز جزو اهل بیت هستند. برای نمونه، مفسر سنی‌مذهب فخر رازی در تفسیر کبیر، با اشاره به اختلافات در بیان مصادیق اهل بیت، می‌نویسد که قولِ ارجح آن است که منظور از اهل بیت، زنان و فرزندانِ محمد هستند و علی نیز به سبب ازدواج با دخترِ پیامبر و ملازمت با محمد، از اهل بیت به‌شمار می‌آید. سَمهودی، مفسر سنی‌مذهب، نیز پس از بیان ماجرای اصحاب کسا، منظور از اهل بیت در آیهٔ تطهیر را اصحاب کسا دانسته است.
به‌نوشتهٔ لئورا وچا ولیری، آیات پیش از آیهٔ تطهیر دارای دستورالعمل‌هایی برای زنان پیامبر هستند و افعال و ضمایر به‌صورتِ جمعِ مُؤَنَّث به‌کار رفته‌اند، ولی در این آیه که خطاب به اهل بیت است، ضمایر به‌صورت جمعِ مُذَکَّر هستند؛ بنابراین دیگر بحثِ زنان پیامبر مطرح نیست، یا دست‌کم صرفاً آنان نیستند. عبارتِ اهل بیت فقط می‌تواند معنی «خانوادهٔ پیامبر» را بدهد. این امتیاز به‌طور طبیعی به همهٔ خویشاوندان محمد اطلاق می‌شود، چه آنانی که در قبیلهٔ او بودند، چه انصار و درواقع همهٔ جامعهٔ مسلمانان. ولیری سپس به داستان اصحاب کسا اشاره می‌کند که در احادیث بسیای بازتاب داشته است و براساس آن، محمد عبای خویش را در موقعیت‌های گوناگون بر روی نوه‌هایش حسن و حسین، دخترش فاطمه و دامادش علی افکند و بنابراین این پنج تن اصحاب کسا و اهل بیتِ پیامبر لقب گرفته‌اند. تلاش‌هایی صورت گرفته تا زنانِ پیامبر را هم به این گروه اضافه کنند؛ ولی عموماً شمارِ افرادی که واجد این امتیاز هستند محدود به پنج است. لامنس با بیان این مطلب که پیامبر اسلام از خویشاوندان خویش رویگردان و ناامید بود؛ معتقد است که «اهل بیت» در آیه تطهیر، منحصراً به زنان پیامبر اشاره دارد. مادلونگ، این نظر لامنس را در تعارض با منابع و مدارک موجود دانسته و منظور از اهل بیت را خویشاوندان خونی گزارش کرده است. شارون با اشاره به معنای واژهٔ اهل بیت در صدر اسلام و با گزارشی از ابن سعد، منظور از اهل بیت را قبیلهٔ قریش یا اهالی مکه یا حتی مسجدالحرام می‌داند. به باور او، این معنا به نفع معنای محدود واژهٔ اهل بیت نادیده گرفته شده است تا سنگ بنای باورهای عباسیان و علویان دربارهٔ اثبات حقانیت خودشان را شکل بدهند. مادلونگ با اشاره به قولی که منظور از اهل بیت را اهالی مسجد الحرام می‌دانند؛ دلیل آنان را در این تفسیر، قیاس با آیه‌ای در توصیف همسر ابراهیم می‌داند و این تفسیر را به جهت مخالفت با هدف آیه (یعنی ترفیع مقام همسران پیامبر) و عدم همخوانی با آیه بعد که در خصوص زنان پیامبر می‌باشد دانسته است.

### بررسی تطبیقی
به‌نوشتهٔ گیوم دی، سوره‌های مزمل و مدثر احتمالاً از عواملی بودند که به ساخت این داستان دامن زدند. فن‌ریت به روایتی در اعمال توماس اشاره می‌کند که در زمان غسل تعمید عیسی، نگینی کالبدِ انسانیِ او را همچون عبایی شکوهمند در بر می‌گیرد و نوعی تجلی و مسیحایی ماورایی برایش به ارمغان می‌آورد؛ فن‌ریت سپس به عبای محمد در این ماجرا اشاره می‌کند که همچون وسیله‌ای برای انتصاب و انتقال ولایت جهانی به‌کار می‌رود. شارون نیز با اشاره به روایت اصحاب کسا، شباهت آن را با خانواده مقدس در کتب مقدس و فرهنگ مسیحیت مورد توجه قرار می‌دهد و به روایت دیگری در این زمینه می‌پردازد که بر اساس آن فاطمه و مریم، هر دو از حافظان بهشت برشمرده شده‌اند.

## نمودهای فرهنگی

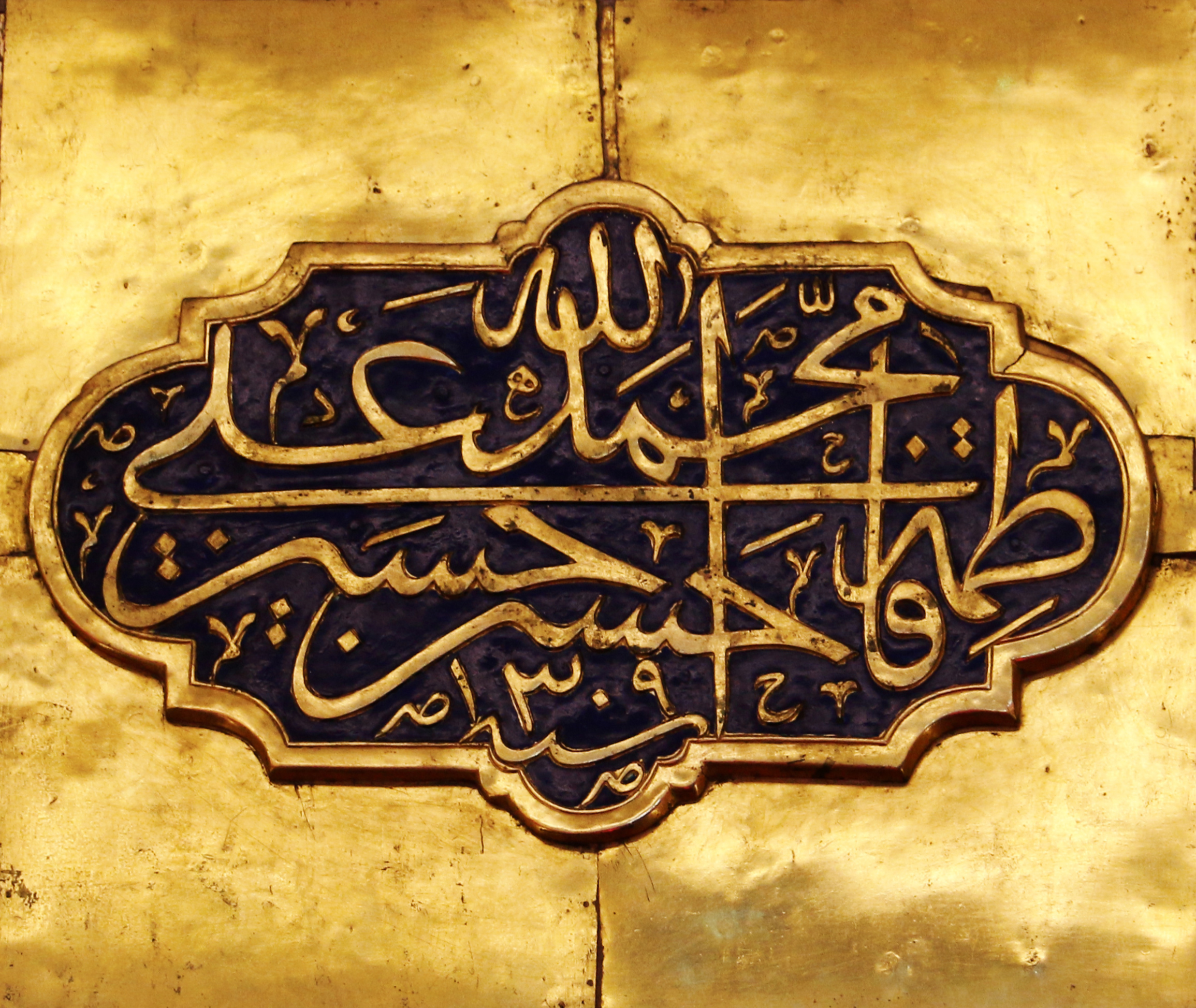
نام پنج تن آل عبا، نگاشته‌شده بر کتیبه‌ای زرین؛ حرم عباس بن علی، کربلا

آنچنان که در دانشنامهٔ بریتانیکا آمده است، پنج در اسلام عددی مقدس به‌شمار می‌رود. در شیعه نیز پنج‌تن و نمادهای آن در مراسم دینی و فرهنگ عامه نمودهای گوناگونی دارند: در مجالس سوگواری و اِطعام، پنج شمع یا مشعل کوچک را به‌نشانهٔ پنج‌تن روشن می‌کند. پنجهٔ دستِ فلزی نیز نمادی از پنج‌تن است و بر فراز عَلَم، کُتَل، پرچم‌ها و کاسه‌های آب در سوگواری‌ها به‌کار می‌رود. پنج‌تن یکی از مهم‌ترین گوشه‌ها در فرهنگِ تعزیه به‌شمار می‌رود. نگارش نام‌های اهل کسا بر انگشترها (برای مصونیت) و برخی لوح‌ها (برای نصب بر سردر ساختمان‌ها) انجام می‌شود. در نام‌های آرامستان‌ها، امامزادگان و مکان‌های مقدس هم گاه «پنج‌تن» دیده می‌شود؛ از جمله امامزاده پنج‌تن در شهرهای گرمسار، آمل و استرآباد.
در سروده‌های شاعرانی همچون سعدی، سنایی و ناصرخسرو می‌توان اشاره به پنج‌تن را دید. ابن‌داغر و حر عاملی نیز در چکامه‌شان به آنها توسل جستند. آثاری نیز به زبان اردو دربارهٔ پنج‌تن منتشر شده‌اند. ملا زلفعلی — شاعر محلی‌سرای بختیاری — هم حدیث کسا را با گویش بختیاری به نظم درآورده است.

### یادداشت
1. ↑  دانشنامه جهان اسلام «خَمسهٔ طَیِّبه» را از دیگر نام‌های مصطلح برای این پنج تَن برشمرده است.[۵]
2. ↑  گوشه در تَعزیه، به نسخه‌ای دربردارندهٔ داستانی فرعی گفته می‌شود که به‌صورت مستقل و کوتاه اجرا می‌شود. این گوشه‌ها غالباً در آغاز، میانه و به‌ندرت در پایانِ مجلسِ تعزیه خوانده می‌شوند.
3. ↑  منظومهٔ «حدیث کسا» ی او ۱۳۲ بیت دارد که به ۳ بخش تقسیم می‌شود: گله‌گزاری سراینده از خداوند، بازگفتن حدیث کسا، آرزوهای سراینده.[۳۴]

### یادکردها
1. 1 2  Sharon.
2. 1 2 3  Brunner (2014).
3. 1 2  احمدی ۱۳۹۸، بند ۱.
4. ↑  Abbas (2021), p. 65.
5. 1 2 3 4 5  ملازاده و هوشنگی ۱۳۷۹.
6. ↑  Shomali (2003), pp. 58, 62.
7. 1 2  Nasr et al. (2015), p. 2331.
8. ↑  Shah-Kazemi (2007), p. 61n17.
9. ↑  Howard (1984).
10. ↑  Haider (2014), p. 36.
11. ↑  Shah-Kazemi (2015).
12. ↑  Osman (2015), p. 140n42.
13. ↑  Nasr et al. (2015), p. 380.
14. 1 2  Goldziher, Arendonk & Tritton (2012).
15. ↑  Shah-Kazemi (2007), p. 16.
16. ↑  ثعلبی ۲۰۰۲، صص. ۴۲–۴۳.
17. ↑  «ذٰلِکَ ٱلَّذِی یُبَشِّرُ ٱللَّهُ عِبَادَهُ ٱلَّذِینَ ءَامَنُواْ وَعَمِلُواْ ٱلصَّـٰلِحٰتِۗ قُل لَّآ أَسۡـٔلُکُمۡ عَلَیۡهِ أَجۡرًا إِلَّا ٱلۡمَوَدَّةَ فِی ٱلۡقُرۡبَیٰۗ وَمَن یَقۡتَرِفۡ حَسَنَةࣰ نَّزِدۡ لَهُۥ فِیهَا حُسۡنًاۚ إِنَّ ٱللَّهَ غَفُورࣱ شَکُورٌ - آیه 23 سوره شوری». quran.inoor.ir. دریافت‌شده در ۲۰۲۵-۰۵-۲۱.
18. 1 2  Nasr et al. (2015), p. 2691.
19. 1 2  Mavani (2013), pp. 41, 60.
20. ↑  Momen (1985), p. 152.
21. ↑  Madelung (1997), p. 13.
22. ↑  Nasr et al. (2015), p. 3331.
23. ↑  Momen (1985), pp. 16, 17.
24. ↑  Leaman (2006).
25. ↑  رازی، ۲۵:‎ ۱۶۸.
26. ↑  ثعلبی، ۸:‎ ۳۷–۳۹.
27. ↑  Veccia Vaglieri (1991), pp. 843–844.
28. 1 2  Madelung (2004), pp. 14–15.
29. 1 2  Sharon (2002).
30. ↑  Le coran des Historiens (2019), p. 1873.
31. ↑  Le coran des Historiens (2019), pp. 1142–1143.
32. ↑  Stewart (2023).
33. 1 2  احمدی ۱۳۹۸.
34. ↑  ذوالفقاری ۱۳۹۸، حدیث کسا.

## پیوست

### برای بیشتر خواندن
- آلوسی، شهاب‌الدین (۱۲۷۰). تفسیر آلوسی. ج. ۲۲. بیروت: بی نا. صص. ۱۲–۲۰.
- ابن‌حجر هیتمی، احمد بن محمد (۱۹۹۷). الصواعق المحرقة علی أهل الرفض والضلال والزندقة. ج. ۲. به کوشش عبدالرحمن بن عبدالله الترکی، کامل محمد الخراط. بیروت: موسسه الرسالة. ص. ۴۲۱.
- ابن‌عساکر، عبدالرحمن بن محمد (۱۴۰۶). کتاب الأربعین فی مناقب أمهات المؤمنین. به کوشش محمد مطیع الحافظ، غزوة بدیر. دمشق: دارالفکر دمشق. ص. ۱۰۶.
- ابن عطیه، حق بن غالب (۱۴۱۳). المحرر الوجیز فی تفسیر الکتاب العزیز. ج. ۴. به کوشش عبدالسلام عبدالشافی. بیروت: دار الکتب العلمیه. ص. ۳۸۴.
- ابن کثیر، اسماعیل (۱۴۱۹). تفسیر القرآن العظیم. ج. ۶. به کوشش محمدحسین شمس‌الدین. بیروت: دار الکتب العلمیه. صص. ۳۶۵–۳۷۱.
- سیوطی، جلال‌الدین (۹۱۱). الدر المنثور (به عربی). ج. ۶. بیروت: دارالفکر. ص. ۶۰۶.
- طباطبائی، سید محمدحسین (۱۳۹۵). ترجمه تفسیر المیزان. ج. ۱۶. ترجمهٔ سید محمدباقر موسوی همدانی. قم: دفتر انتشارات اسلامی. صص. ۴۶۲–۴۷۷.
- طبرسی، فضل بن حسن (۱۳۵۹). ترجمه تفسیر مجمع البیان. سیزدهم. ج. ۲۰. ترجمهٔ احمد بهشتی (ویراست موسوی دامغانی). تهران: فرهانی. صص. ۱۱۰–۱۱۱.
- طبری، محمد بن جریر (۲۰۰۱). تفسیر الطبری: جامع البیان عن تاویل القرآن. اول (به عربی). ج. ۱۹. به کوشش عبدالسند حسن یمانه. (ویراست عبدالله الترکی). بیروت: دارهجر للطباعه و النشر و التوزیع و الاعلان. صص. ۱۰۲.
- مولوی، محمدعلی (۱۳۸۹). «آل عبا». دائرةالمعارف بزرگ اسلامی. ج. ۲. تهران: مرکز دائرةالمعارف بزرگ اسلامی. ص. ۴۳۳.

- Algar, Hamid (1984). "Āl-e ʿAbā".  In Yarshater, Ehsan (ed.). Encyclopædia Iranica. Fasc. 7 (به انگلیسی). Vol. I. New York: Bibliotheca Persica Press. p. 742.
- Daftary, Farhad (2008). "Ahl al-Kisā".  In Fleet, Kate; Krämer, Gudrun; Matringe, Denis; Nawas, John; Rowson, Everett (eds.). Encyclopaedia of Islam (به انگلیسی). Vol. 1 (3rd ed.). Brill.
- Gril, D. "Love and Affection".  In Pink, J. (ed.). Encyclopaedia of the Qur'ān. doi:10.1163/1875-3922_q3_EQSIM_00266.